# Дворец Спорта (станция метро, Харьков)
«Дворе́ц Спо́рта» (укр. Палац Спорту (слушать)о файле, до 6 мая 1994 года — «Комсомо́льская», до 18 мая 2016 года — «Ма́ршала Жу́кова») — станция Харьковского метрополитена на Холодногорско-Заводской линии. Расположена между станциями «Турбоатом» и «Армейская». Названа в честь одноимённого дворца.

## История и описание
Станция расположена на проспекте Героев Харькова в районе пересечения с проспектом Петра Григоренко. Выходы ведут к гостинице «Турист», заводу «Кондиционер», Дому мебели, крупным супермаркетам, кинотеатру «Киев». Рядом находится Дворец спорта и Немы́шлянская райадминистрация.
Станция колонного типа. Пущена в эксплуатацию 11 августа 1978 года.
6 мая 1994 года станция была переименована, во втором её вестибюле был торжественно открыт бюст советского полководца, маршала СССР Г. К. Жукова. 18 мая 2016 года в рамках второй волны декоммунизации Харьковского метрополитена станция была переименована в «Дворец спорта».

## Галерея

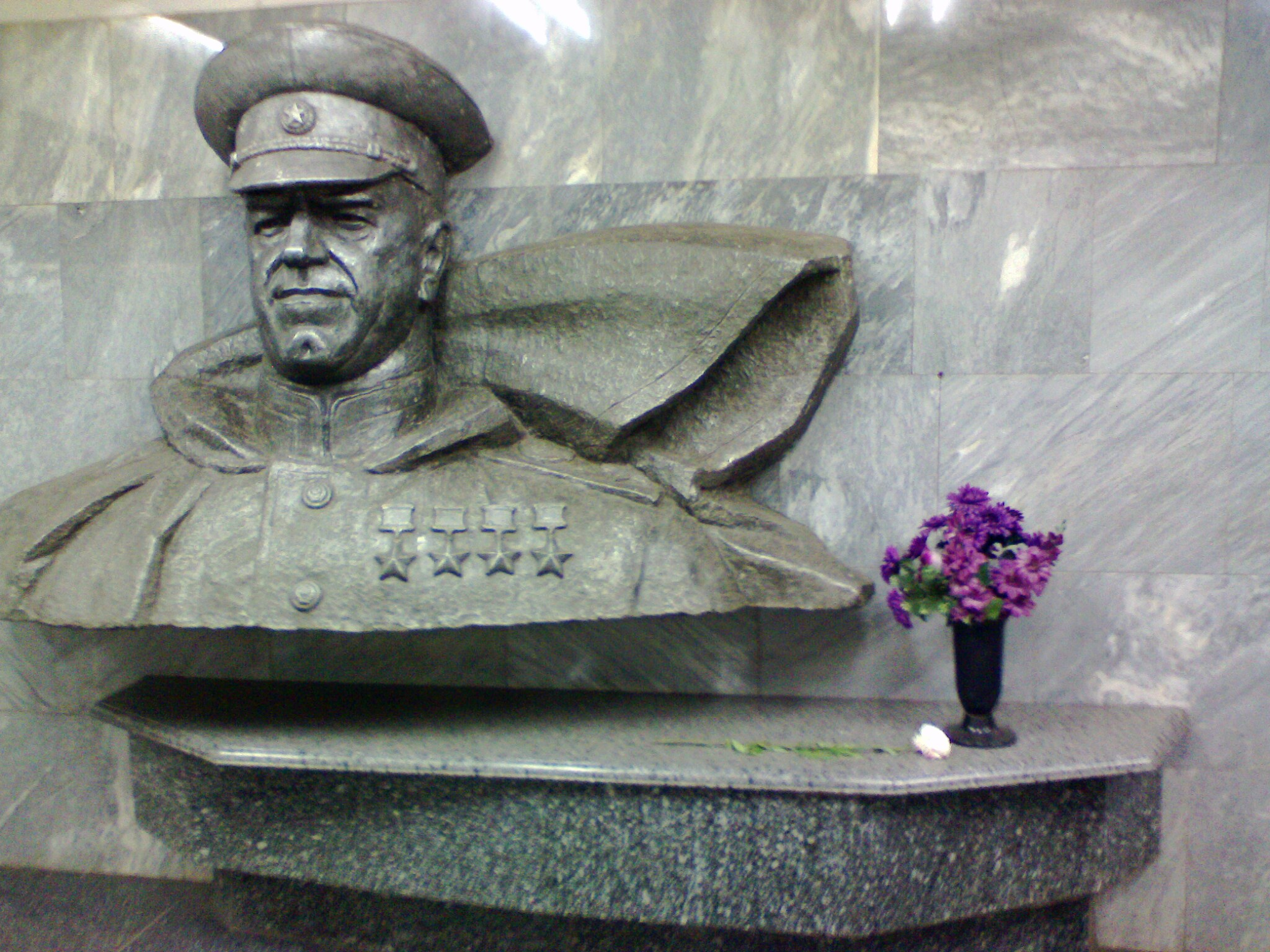
Бюст, открытый 6 мая 1994 года на станции «Комсомольская» в честь Маршала Жукова. Фото 2007 года. Демонтирован.
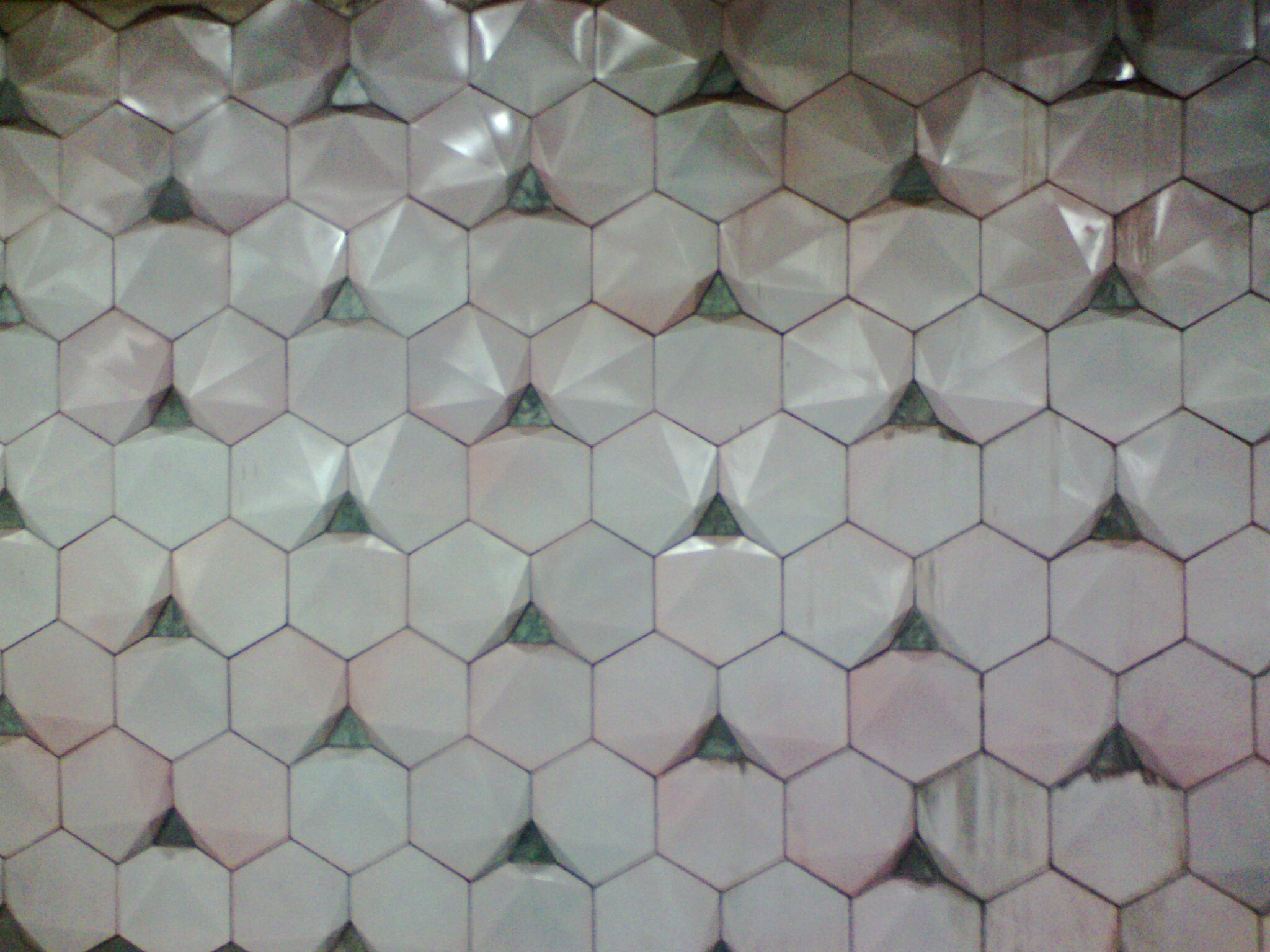
Оформление стены станции.